# GRAS
FDA GRAS는 "Generally Recognized as Safe"의 약어로, 미국 식품의약국(Food and Drug Administration, FDA)이 식품 첨가물 또는 식품 원료로 사용되는 물질에 대해 안전하다고 공식적으로 인정하는 제도입니다. 이는 해당 물질이 일반적으로 안전하다는 공식적인 인정을 받았다는 것을 의미합니다.
FDA GRAS 등재를 획득하려면 해당 물질의 안전성에 대한 충분한 과학적 근거가 제출되어야 합니다. 식품 및 음료 산업에서 식품 첨가물이나 식품 원료로 사용되기 전에 이러한 등재를 받는 것은 중요합니다.

FDA GRAS 등재 절차
1. 일반적 안전성 인정 (Generally Recognized): FDA GRAS 등재는 특정 물질이 일반적으로 안전하다고 인정되어야 합니다. 이는 해당 물질이 일반적으로 인간의 음식 섭취에 안전하다는 것을 의미합니다.
2. 과학적 근거 제출: 제조업체 또는 식품 원료 공급업체는 해당 물질에 대한 안전성에 대한 과학적 근거를 수집하고 이를 FDA에 제출해야 합니다. 이 근거에는 연구 결과, 독성 평가, 영양학적 정보 등이 포함될 수 있습니다. 또한 신규 식품 성분이나 첨가물의 경우, 신뢰할 수 있는 과학적 연구 및 데이터를 통해 안전성을 입증해야 합니다. 이를 위해서는 독성학, 알레르기성, 유전독성 등 다양한 측면에서의 연구가 수행되어야 합니다.
2-1)유해세균 및 중금속 시험 - 특정 유해세균 및 중금속이 기준치 이하임을 알리는 자료
2-2)항생물질 내성 시험 - 다양한 항생제에 대한 검사로 해당 수치가 유럽식품안전청(EFSA)기준 규격 이하임을 알리는 자료.
2-3)체외 독성시험(용혈활성 세포검사) - 세포실험을 통해 용혈활성이 없음을 알리는 자료.
2-4)체외 독성시험(동물 실험) - 동물을 통해 해당 물질이 병원성(pathogenicity)과 급성 독성(acute toxicity)등 부작용이 없음을 알리는 자료.
2-5)인체적용시험 - 다양한 나이대의 환자를 대상으로 다수의 인체적용시험을 진행하였고, 보고된 부작용이 없었음을 알리는 자료.

3. 독립적 전문가 평가: FDA는 종종 독립된 전문가 패널의 의견을 고려하여 해당 물질의 안전성을 평가합니다. 이 패널은 해당 분야의 전문가들로 구성되며, 과학적 근거와 평가 결과를 검토합니다.
4. GRAS Notice 제출: 안전성을 뒷받침하는 과학적 근거와 전문가 의견이 포함된 GRAS Notice가 FDA에 제출됩니다. 이는 공개적으로 검토되며, 제품의 안전성을 입증하는 데 사용됩니다.
5. FDA의 평가와 공고: FDA는 GRAS Notice를 검토하고, 필요에 따라 추가 정보를 요청할 수 있습니다. 안전성이 확인되면, FDA는 GRAS 상태를 부여하고 이를 공고하여 해당 물질이 일반적으로 안전하다는 것을 알립니다.

## 식품 보존제[1]

### 프로피온산
최대 사용 가능량: 0.32%

### 소르빈산
최대 사용 가능량: 0.2%

### 벤조산
최대 사용 가능량: 0.1%

### 파라벤
최대 사용 가능량: 0.1%

### 이산화황
최대 사용 가능량: 200-300ppm

### 에틸렌
최대 사용 가능량: 700ppm

### 소듐 디아세테이트
최대 사용 가능량: 0.32%

### 디하이드로아세트산
최대 사용 가능량: 65ppm

## 참고
1. ↑  James M. Jay, Modern Food Microbiology 6th edition, 2000